# IC 4326
IC 4326 је спирална галаксија у сазвјежђу Хидра која се налази на листи објеката дубоког неба у Индекс каталогу.
Деклинација објекта је - 29° 37' 35" а ректасцензија 13h 48m 21,5s. Привидна величина (магнитуда) објекта IC 4326 износи 13,6 а фотографска магнитуда 14,5. IC 4326 је још познат и под ознакама ESO 445-38, MCG -5-33-12, IRAS 13454-2922, PGC 48966.